# Cryptus nipponensis
Cryptus nipponensis là một loài tò vò trong họ Ichneumonidae.